# Инегень
Инегень (алт. Ийнеген) — село в Онгудайском районе Республики Алтай России. Входит в состав Ининского сельского поселения. 

## География
Расположено в  горно-степной зоне  центральной части Республики Алтай и находится у впадения реки Верхний Инегень в р. Катунь.
Уличная сеть состоит из пяти географических объектов: ул. Заречная,  ул. Набережная,  ул. Подгорная,  ул. Садовая,  ул. Центральная
Абсолютная высота 800  метров выше уровня моря
.

## Население
| 2010 | 2011 | 2012 | 2013 | 2014 | 2015 |
| ---- | ---- | ---- | ---- | ---- | ---- |
| 195  | ↘194 | ↗198 | ↘191 | ↘187 | ↘182 |
| 2016 |      |      |      |      |      |
| ↘176 |      |      |      |      |      |

Национальный состав
Согласно результатам переписи 2002 года, в национальной структуре населения алтайцы составляли 99 % от общей численности населения в 227 жителей

## Инфраструктура
Личное подсобное хозяйство. Животноводство.

## Транспорт
Село стоит у федеральной автомобильной трассы Р-256 «Чуйский тракт».
Просёлочные дороги.